# Bithlo
Bithlo és una concentració de població designada pel cens dels Estats Units a l'estat de Florida. Segons el cens del 2000 tenia 4.626 habitants.

## Demografia
Segons el cens del 2000, Bithlo tenia 4.626 habitants, 1.651 habitatges, i 1.177 famílies. La densitat de població era de 167,4 habitants per km².
Dels 1.651 habitatges en un 35,8% hi vivien nens de menys de 18 anys, en un 48,5% hi vivien parelles casades, en un 13,6% dones solteres, i en un 28,7% no eren unitats familiars. En el 19% dels habitatges hi vivien persones soles el 5% de les quals corresponia a persones de 65 anys o més que vivien soles. El nombre mitjà de persones vivint en cada habitatge era de 2,8 i el nombre mitjà de persones que vivien en cada família era de 3,16.
Per edats la població es repartia de la següent manera: un 27,9% tenia menys de 18 anys, un 9,9% entre 18 i 24, un 30,9% entre 25 i 44, un 22,9% de 45 a 60 i un 8,4% 65 anys o més.
L'edat mediana era de 34 anys. Per cada 100 dones de 18 o més anys hi havia 107,3 homes.
La renda mediana per habitatge era de 34.530 $ i la renda mediana per família de 34.425 $. Els homes tenien una renda mediana de 27.894 $ mentre que les dones 17.250 $. La renda per capita de la població era de 13.867 $. Entorn del 16,9% de les famílies i el 21,5% de la població estaven per davall del llindar de pobresa.

## Poblacions més properes
El següent diagrama mostra les poblacions més properes.